# David van Zanten (Fußballspieler)
David van Zanten (* 8. Mai 1982 in Dublin) ist ein ehemaliger irischer Fußballspieler.

## Karriere
Van Zanten ist der Sohn eines niederländischen Vaters und einer irischen Mutter. Zunächst spielte van Zanten beim irischen Amateurverein Tolka Rovers aus dem Dubliner Stadtteil Glasnevin. 1999 wechselte der Ire in die schottische Liga zu Celtic Glasgow, konnte sich hier aber niemals durchsetzen und so wurde 2003 sein Vertrag aufgelöst. 2003 wechselte er zu FC St. Mirren. 2006 konnte er mit seinem Verein aus der Scottish Football League First Division in die Scottish Premier League aufsteigen. Im Sommer 2008 wechselte van Zanten zu Hibernian Edinburgh. Nach Engagements bei Greenock Morton und Hamilton Academical schloss sich der Defensivspieler im Sommer 2010 dem FC St. Mirren an. van Zanten unterzeichnete bei den Saints einen auf zwei Jahre befristeten Vertrag. 2016 beendete er seine aktive Karriere.

## Erfolge
- Aufstieg in die Scottish Premier League: 2006
- Schottischer Meister: 2001